# Jason Newsted
Jason Curtis Newsted (født 4. marts 1963 i Battle Creek, Michigan) er en tidligere amerikansk bassist i Metallica. Han er nu erstattet af Robert Trujillo, og han erstattede selv afdøde Cliff Burton, som omkom i en busulykke i Sverige på "Master of Puppets"-touren. 
Jason Newsted kom i Metallica i 1986, og hans første fuldlængde album med Metallica blev "... And Justice for All". Først havde de dog lavet E.P'en Garage Days Re-Revisited.
Jason Newsted havde det fra starten svært i gruppen, da han havde overtaget pladsen som bassist fra Cliff Burton, hvis død var et kæmpe tab for bandet. De prøvede ham af og hånede ham i de første par år og kaldte ham bl.a. "Jason Newkid"
men efter bandet i 1991 udgav deres største salgsucces 'Metallica', i folkemunde kaldt "The Black Album" og efterfølgende foretog en 22 måneder lang turné, blev stemningen i bandet bedre. 
Jason Newsted valgte i 2001 selv at forlade Metallica. Han forlod bandet bl.a. fordi bandet på det tidspunkt ikke havde udgivet et album i årevis. Dette skyldtes, at Lars Ulrich og James Hetfield begge havde familie. Jason havde viet sit liv til musikken, og han havde ikke nogen familie og startede sit eget musik-projekt med bandet Echobrain. De enorme skænderier, dette projekt gav, var én af grundene til, at Jason Newsted til sidst valgte at stoppe.